# Ischnocnema spanios
Espèce
Synonymes
- Eleutherodactylus spanios Heyer, 1985

Statut de conservation UICN

 DD  : Données insuffisantes
Ischnocnema spanios  est une espèce d'amphibiens de la famille des Brachycephalidae.

## Répartition
Cette espèce est endémique de l'État de São Paulo au Brésil. Elle se rencontre à 800 m d'altitude à Boracéia dans la municipalité de Salesópolis.

## Description
Le mâle mesure 14,7 mm et la femelle 21,4 mm.

## Publication originale
- Heyer, 1985 : New species of frogs from Boraceia, Sao Paulo, Brazil. Proceedings of the Biological Society of Washington, vol. 98, no 3, p. 657-671 (texte intégral).